# Superstars Series
Superstars Series är ett standardvagnsmästerskap, baserat i Italien, för standardvagnar med V8-motorer. Från början var mästerskapet italienskt, men det har blivit mer och mer internationellt, med tävlingar även utanför Italien. Sedan säsongen 2007 består serien av två mästerskap; det italienska (Campionato Italiano Superstars) och det internationella (International Superstars Series).

## Historia
Superstars grundades inför säsongen 2004, under namnet  Campionato Italiano Superstars, och blev snabbt Italiens största standardvagnsmästerskap. Mästerskapet är uppbackat av FG Sport, som även innehar kommersiella rättigheter till Superbike-VM. Serien höll tidigare sina flesta deltävlingarna på italiensk mark, men har även expanderat utanför landet, och höll bland annat sin säsongsfinal 2009 på Kyalami i Sydafrika. Säsongen 2011 går hälften av tävlingarna i Italien, och hälften i andra länder.
Endast bilar med V8-motorer är tillåtna och de måste produceras för gatbruk. Variationen mellan märken och former på bilarna är dock stor, men serien påminner mest om det tyska mästerskapet Deutsche Tourenwagen Masters.
Flera kända förare har deltagit i serien, bland annat trefaldige mästaren Gianni Morbidelli, Grand Prix-vinnaren Johnny Herbert, och Emanuele Naspetti med meriter från Formel 1.

## Säsonger
| Säsong | Campionato Italiano Superstars    | Campionato Italiano Superstars | International Superstars Series  | International Superstars Series |
| Säsong | Förarmästare                      | Teammästare                    | Förarmästare                     | Teammästare                     |
| ------ | --------------------------------- | ------------------------------ | -------------------------------- | ------------------------------- |
| 2004   | Francesco Ascani (BMW M5 (E39))   | CAAL Racing                    | kördes ej                        | kördes ej                       |
| 2005   | Tobia Masini (Audi RS6 (C5))      | CAAL Racing                    | kördes ej                        | kördes ej                       |
| 2006   | Max Pigoli (Jaguar S-Type R)      | Audi Sport Italia              | kördes ej                        | kördes ej                       |
| 2007   | Gianni Morbidelli (Audi RS4 (B7)) | ej utdelat                     | Giuliano Alessi (BMW 550i)       | CAAL Racing                     |
| 2008   | Gianni Morbidelli (Audi RS4 (B7)) | ej utdelat                     | Stefano Gabellini (BMW 550i)     | CAAL Racing                     |
| 2009   | Gianni Morbidelli (BMW M3 (E90))  | CAAL Racing                    | Gianni Morbidelli (BMW M3 (E90)) | ej utdelat                      |
| 2010   | Thomas Biagi (BMW M3 (E92))       | ej utdelat                     | Thomas Biagi (BMW M3 (E92))      | Team BMW Italia                 |